# Nedre Stenbotjärnen
Nedre Stenbotjärnen är en sjö i Bollnäs kommun i Hälsingland och ingår i Ljusnans huvudavrinningsområde.